# 人民军队忠于党
《人民军队忠于党》是一首歌曲，由张永枚作词，肖民作曲，创作于1960年。歌曲颂扬了中国共产党及中华人民共和国武装力量（人民军队）的诞生与发展过程中，中国共产党和其缔造者毛泽东的重要作用。其节奏鲜明，铿锵有力。

## 大事记
- 1960年春，肖民与张永枚等人到井冈山深入生活，体验红军当年环境的艰苦，两人创作了《人民军队忠于党》这首队列歌曲，该曲由《解放军歌曲》首次发表。
- 1961年，该曲被军委总政治部列为全军必唱的13首歌曲之一。
- 1964年，该曲荣获全军第四届文艺汇演音乐创作奖[1]。
- 2009年，该曲被定为国庆60周年阅兵的19首阅兵及礼仪用曲之一。
- 此曲的军乐版本被用于中央军委晋升上将军衔、警衔仪式。

## 专辑收录
该曲曾收录在《广东音乐家优秀作品辑》系列CD专辑中（肖民1927年生于山东，但其1953年开始一直居于广州）。